# Danilo Soddimo
Danilo Soddimo (* 27. September 1987 in Rom) ist ein italienischer Fußballspieler, der seit 2013 bei Frosinone Calcio unter Vertrag steht.

## Karriere
Danilo Soddimo begann seine Karriere in der Jugendmannschaft von Sampdoria Genua, für dessen Profimannschaft er am 30. April 2006 im Heimspiel gegen Udinese Calcio sein Serie-A-Debüt absolvierte. In der Saison 2006/07 bestritt er noch zwei weitere Ligapartien für die Blucerchiati. Der Mittelfeldakteur konnte sich in Genua jedoch nie durchsetzen und wurde daraufhin für die Saison 2007/08 zum Drittligisten SS Sambenedettese Calcio verliehen. Dort gelang es ihm, sich als Stammspieler zu etablieren, in dem er 20 Serie-C1-Partien absolvierte und drei Treffer erzielen konnte. Für die folgende Saison 2008/09 folgte mit der Ausleihe zur AC Ancona die nächste Leihstation.
Soddimo schaffte es auch in der zweithöchsten Spielklasse zu einem Leistungsträger des Vereins zu werden und viele Partien zu absolvieren. Nachdem er sich mit Ancona auf dem 19. Rang der Serie B platzierte und dadurch knapp den direkten Abstieg vermeiden konnte, folgten darauf zwei Play-Out-Partien gegen den 18. der zweithöchsten Spielklasse, Rimini Calcio. In den zwei Partien konnte sich Soddimo mit Ancona schließlich den Klassenerhalt sichern und wurde für die Saison 2009/10 zur Salernitana Calcio weiterverliehen. Nach acht Ligaspielen für die Mannschaft verließ er im Januar 2010 den Verein wieder.
Am 22. Januar 2010 gab Pescara Calcio die Verpflichtung des Mittelfeldspielers bekannt. Er debütierte zwei Tage später im Auswärtsspiel bei der AS Pescina Valle del Giovenco für die Delfini.
Zum Saisonende 2009/10 gelang ihm mit Pescara der Aufstieg in die zweithöchste Spielklasse. In den Play-off-Finals setzte sich die Mannschaft gegen Hellas Verona durch.